# Ilubi
Ilubi fou un regne nadiu que existia al segle xix, format per un grup ioruba al sud-oest de Nigèria. El territori del regne estava situat prop d'Offa i al nord del regne d'Igbessa.